# Автомайдан (фільм)
«Автомайдан» — сьомий фільм  спільного проєкту «1+1 Продакшн» та Творчого об'єднання «Вавилон 13» з циклу документальних фільмів «Зима, що нас змінила».

## Сюжет
Про історію хлопця, який врятував чоловіка з будівлі профспілок під час пожежі, — говорить Акім Галімов, редактор «1+1 Продакшн». — Це приголомшливі розповіді, які допоможуть краще розібратися в тому, що відбувалось протягом цієї зими", — Автором фільму стала режисер Лариса Артюгіна. Викрадення лідера Дмитра Булатова, жорстокий напад на автомайданівців вночі, визволення патріотичних водіїв з лап корумпованих даішників, революційний виступ Коби — про все це глядачі дізнаються через особисту історію рядового автомайданівця Валерія Поцелуйко. Вперше, фільм показали на телеканалі «1+1».